# سنتر موریچز (نیویورک)
سنتر موریچز (به انگلیسی: Center Moriches) یک منطقهٔ مسکونی در ایالات متحده آمریکا است که در شهرستان سافک، نیویورک واقع شده‌است. سنتر موریچز ۱۴٫۶ کیلومتر مربع مساحت و ۷٬۵۸۰ نفر جمعیت دارد و ۸ متر بالاتر از سطح دریا واقع شده‌است.